# Catallagia arizonae
Catallagia arizonae är en loppart som beskrevs av Holland 1960. Catallagia arizonae ingår i släktet Catallagia och familjen mullvadsloppor. Inga underarter finns listade i Catalogue of Life.